# Windows Odyssey
Odyssey (còn gọi là NT6) là tên mã dành cho một phiên bản của Microsoft Windows từng được dự định sẽ kế nhiệm Windows 2000. Dự án đã bị hủy bỏ vào đầu năm 2000 và sau đó được sáp nhập với Neptune để tạo nên Windows XP.

## Phát triển
Quá trình phát triển của Odyssey bắt đầu cùng với phiên bản Neptune dành cho người tiêu dùng vào năm 1999 và được dựa trên cơ sở mã của Windows 2000. Các tính năng dự kiến của Odyssey bao gồm Activity Centers cũng như giao diện người dùng mới. Số hiệu phiên bản của Odyssey tới nay vẫn chưa được biết tới, trong khi một số nguồn chưa xác nhận cho rằng nó mang số phiên bản NT 6.0 hoặc NT 5.5.
Do yêu cầu phần cứng cao, đồng thời cũng bởi cả Odyssey và Neptune đều xuất phát chung từ một cơ sở mã, Microsoft đã quyết định kết hợp chúng lại thành dự án có tên mã Whistler. Không có bản dựng hay phiên bản nào của Odyssey từng bị rò rỉ hoặc được phát hành bởi Microsoft bởi sản phẩm này chưa từng vượt qua giai đoạn lên kế hoạch.
Một số tài liệu mật từ vụ án Comes kiện Microsoft cho thấy Odyssey thực sự đã bước vào giai đoạn phát triển.